# Allarängen och Kärra
Allarängen och Kärra är en av SCB avgränsad och namnsatt småort i Kungsbacka kommun, Hallands län. Den omfattar bebyggelse i de två sammanväxta byarna belägna i Fjärås socken.